# Neoselachii
Sous-classe
Les Néosélaciens, ou Neoselachii, sont une sous-classe de poissons.

## Taxinomie
Selon World Register of Marine Species (22 févr. 2012) ce clade se compose des deux groupes suivants :
- infra-classe des Selachii — les requins modernes
- infra-classe des Batoidea — les raies modernes